# Eupteryx agatkae
Eupteryx agatkae är en insektsart som beskrevs av Irena Dworakowska 1970. Eupteryx agatkae ingår i släktet Eupteryx och familjen dvärgstritar. Inga underarter finns listade i Catalogue of Life.